# Маријано Асуела Гонсалес
Маријано Асуела Гонсалес (Mariano Azuela Gonzalez) (Лагос де Морено, Халиско, 1. јануар 1873. - Мексико Сити, 1. март 1952) био је мексички лекар и писац. Био је противник Порфирија, радио је као лекар у кампу Панчо Виља, и то искуство се огледа у његовом најпопуларнијем роману Несрећници и у другим делима смештеним током Мексичке револуције, 1910. године. Сматра се једним од оснивача књижевности Мексичке револуције. 

## Биографија
Маријано Асуела Гонсалес рођен је у Лагосу де Морену (Халиско) 1873. године. Током младости живео је на малој фарми. Студирао је за хирурга у Гвадалхари, и дипломирао је 1898. Следеће године оженио је Кармен Риверу Торе, са којом је имао пет синова и пет ћерки. 
Почео је да пише у доба диктатуре Порфирија Дијаса. Током своје књижевне каријере бавио се позориштем, кратком причом и критичким есејем, као и романом, жанром у којем је стекао веће признање. Његов први роман био је Марија Луиса (1907). Касније ће објавити Губитници (1908), и Андрес Перез, мадериста (1911). Именован је за политичког шефа Лагоса де Морене, а касније за директора образовања у Халискоу. Након пада Мадера, Аcуела се придружиo револуционарним снагама Xулијана Медине као војни лекар. Када су карансистичке снаге победиле Виљу и Сапату, избегао је у Ел Пасо (Тексас). Тамо је написао Несрећнике, револуционарни роман који му је дао популарност, објављен у томовима између октобра и децембра 1915. и у облику књиге 1916. када се вратио у Мексико. Међутим ово дело је тек стекло славу 1925. године. Био је један од оснивача Семинара мексичке културе и Националне школе. Године 1942. примио је награду за књижевно стваралаштво. Након тога, 1949. године примио је Државно признање за науку и уметност у области лингвистике и књижевности. 
Преминуо је у Мексико Ситију 1. марта 1952. године и сахрањен у Алеји великана (la Rotonda de las Personas Ilustres). 